# Keynsham

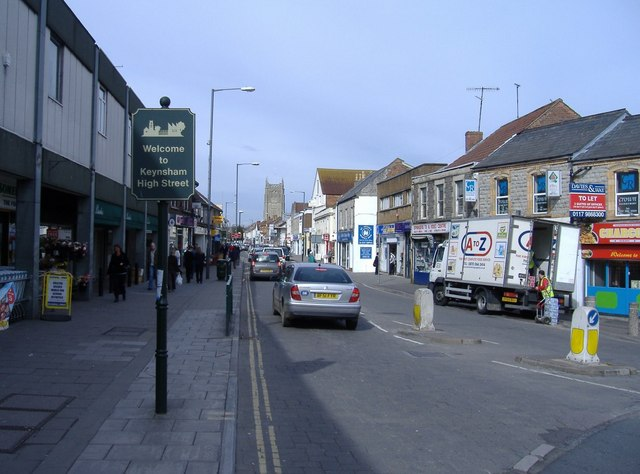
Keynsham High Street

Keynsham ist eine Stadt zwischen Bristol und Bath im Südwesten Englands. Sie gehört zum Distrikt Bath and North East Somerset in der Region South West England und hat 15.500 Einwohner.

## Geschichte und Geografie
Keynsham gehört traditionell zur Grafschaft Somerset, war von 1974 bis 1996 dem County Avon zugeordnet und ist nun Teil der Unitary Authority Bath and North East Somerset. In Keynsham fließt der Fluss Chew in den Avon.
Keynsham ist mit römischen Relikten übersät, wie die römischen Villen in Somerdale und Durley Hill sowie einem Begräbnisplatz zwischen Keynsham und Saltford. Der Ort soll nach dem Heiligen Keyna benannt sein, auf der zugehörigen Abtei Keynsham Priory (1169 von William FitzRobert, 2. Earl of Gloucester gegründet) basiert das Wachstum des Dorfs im Mittelalter. Keynsham war Schauplatz einer Schlacht zwischen königlichen Truppen und dem aufständischen Herzog von Monmouth.

## Partnerstadt
- Libourne, Nouvelle-Aquitaine, Frankreich